# LNWR classe Precedent
La Classe Precedent (première du nom) est un modèle de locomotives à vapeur de disposition d'essieux Porter (120) (2-4-0 dans la nomenclature britannique) du London and North Western Railway (LNWR).
Apparues en 1874, elles donnent naissance aux Improved Precedent dont 62 ont été réalisées à la fin du XIXe siècle par remplacement de Precedent du premier type. Dotées d'une chaudière améliorée semblable aux Improved Precedent, les 8 autres exemplaires poursuivent leur carrière et s'éteignent pour 1934.

## Histoire

### Origines
Francis William Webb (en) est nommé ingénieur en chef (Chief Mechanical Engineer) du London and North Western Railway en 1871. En pleine expansion, la compagnie fait face à un besoin immédiat en locomotives neuves auquel Webb répond d'abord en réalisant de nouveaux exemplaires, légèrement améliorés, des créations de son prédécesseur John Ramsbottom (en).
Pour le service des trains de voyageurs express, les locomotives à un seul essieu moteur de la classe Lady of the Lake dont les dernières sont sorties des ateliers du LNWR en 1865 se montrent peu à peu dépassées par l'accroissement du poids des trains. D'abord conçues pour la traction des express sur les lignes un peu plus difficiles, celles de la classe Newton ont donné lieu à 76 exemplaires, plus 20 réalisées par Webb. Ces locomotives à deux essieux accouplés dotés de roues de 2,057 m sont apparues en 1863 et ont été complétées par celles de la classe Samson à la puissance moindre, destinées à des services plus secondaires.
Le premier modèle entièrement conçu par Francis Webb, en 1873, est une locomotive à tender séparé destinée aux marchandises (17-inch Coal) pour laquelle il met au point une nouvelle chaudière. Elle est appliquée à une nouvelle série de locomotives à voyageurs de disposition 120, la classe Precursor destinée à la difficile section de Crewe à Carlisle, d'où leurs roues d'un diamètre réduit à 1 740 mm.

### Mise au point
Pour la traction des trains express sur le reste du réseau, Francis Webb combine le châssis, les cylindres et le mécanisme des Precursor avec des roues plus grandes 1 980 mm et une chaudière pourvue d'un foyer plus grand. Nombre d'éléments comme le dessin de l'abri, de la boîte à fumée et du tender, sont communs aux deux séries.
ingénieur en chef du London and North Western, fait réaliser leurs premières locomotives pour trains express à deux essieux accouplés. Elles sont notamment affectées aux lignes plus accidentées où les machines à un essieu moteur telles que les Problem Class se montrent dépassées.
Comme toutes les locomotives du LNWR depuis 1873, elles sont peintes en noir avec des filets rouges et blancs. Leur numérotation est discontinue et réemploie les matricules de véhicules radiés ; chacune possède un nom de baptême gravé sur une plaque recourbée sur les couvre-roues du premier essieu moteur, le premier exemplaire de cette série étant nommé Precedent. À partir de 1878, le LNWR applique ses armoiries au matériel moteur. Sur les Precedent, elles sont affichées en-dessous du nom de baptême sur le garde-boue. Leur système de freinage repose initialement sur des blocs en bois agissant seulement sur les roues du tender.
Toutes ont été assemblées par les ateliers du LNWR à Crewe. Les 20 premières sont livrées en 1874-1875 et suivies par une seconde tranche de 20 en 1877 et trois lots de 10 en 1878, 1880 et 1882. En 1882, les cheminots donnent à ces locomotives le surnom de Jumbo, l'éléphant, qui sera par la suite attribué aux Improved Precedent.

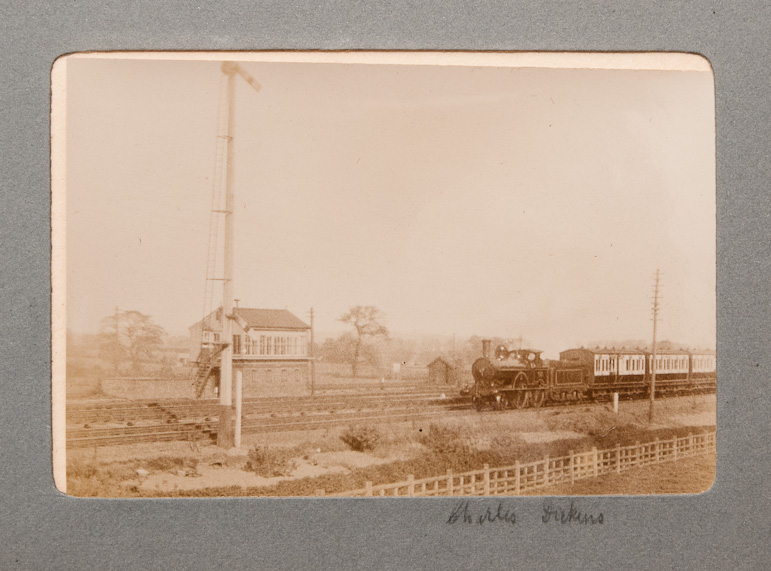
La Charles Dickens approchant de la gare de Harrow & Wealdstone vers 1900.
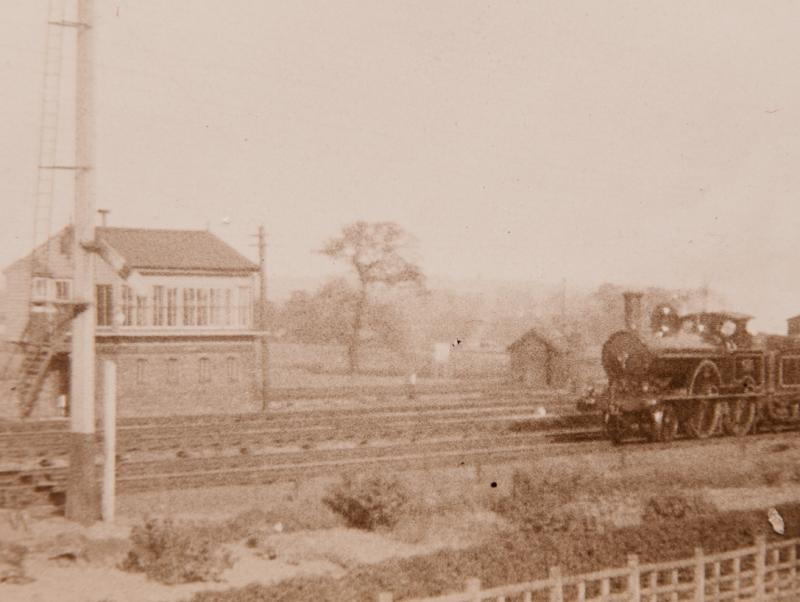
Détail de la photo précédente.

### Évolutions
Employées en tête de tous les express du LNWR, y compris les plus prestigieux, elles circulent en double traction sur les trains les plus lourds ; le plus souvent c'est une locomotive classe Lady of the Lake qui remplit cette fonction, le LNWR pratiquant jusqu'en 1903 une politique multipliant les petites locomotives de faible puissance. Elles atteignent quotidiennement la vitesse de 80 mph (130 km/h).
Entre 1882 et 1890, Francis Webb met en circulation ses premières locomotives compound à trois cylindres parmi lesquelles 80 locomotives de vitesse de disposition 120 des classes Experiment, Dreadnought et Teutonic. Prenant le relai des Precedent sur les meilleurs express, elles se montreront toutefois d'un fonctionnement fort délicat et Webb consentira à poursuivre en parallèle la construction de locomotives conventionnelles à simple expansion.
En 1887, Webb met au point une évolution de la classe Precedent dotée d'une chaudière plus puissante dont le diamètre augmente d'un pouce. Le châssis est renforcé tandis que le diamètre des roues et cylindres n'évolue pas.
Ces locomotives, désignées « Improved Precedent » ou « Renewed Precedent » ne sont pas exactement des constructions neuves mais le résultat d'un programme de renouvellement aux allures de tour de passe-passe : d'anciennes locomotives, de la classe Newton, sont retirées du service et donnent leurs numéros et leurs noms à un nombre équivalent de nouvelles locomotives de la classe Improved Precedent sans que rien ou presque des locomotives démolies ne soit réutilisé sur leurs remplaçantes ce permet de classer la construction des nouvelles locomotives parmi les dépenses en renouvellement et non dans le budget en extension, soumis à davantage de taxes.
Les 96 locomotives de la classe Newton du LNWR sont renouvelées entre 1887 et 1894. C'est ensuite le tour de locomotives de la classe Precedent à partir de décembre 1893. 60 sont remplacées avant la fin de l'année 1897 et deux autres le seront encore en 1898 et 1901. Entre 1892 et 1895, les 8 exemplaires restants ont subi une mise à niveau en étant dotées de nouvelles chaudières du même type mais conservant leur châssis d'origine à longerons de 7⁄8 de pouce (22 mm) contre des châssis d'un pouce sur les engins dits renouvelés. Les Improved Precedent sont fréquemment surnommées « big Jumbos » pour les distinguer des « small Jumbos », surnom des locomotives de la classe Waterloo qui sont essentiellement des Improved Precedent à roues légèrement plus petites réalisées en remplacement de locomotives de la classe Samson.

### Fin de carrière
Parmi les locomotives transformées, deux sont radiées en 1907 et les deux suivantes respectivement en 1912 et 1915 ; une cinquantaine d'Improved Precedent disparaissent au cours de la même période, victimes de l'alourdissement des trains et de l'arrivée de modèles plus puissants. Les quatre restantes de la classe Precedent sont reprises par le London, Midland and Scottish Railway et immatriculées 5000-5003, partageant les mêmes roulements que les Improved Precedent numérotées entre 5004 et 5079. En 1928, on peut encore voire l'une des ultimes représentantes assister sur les grandes lignes une ten wheel en tête d'un train express.
La no 1170 General remorquant une rame d'un fourgon à trois essieux et trois voitures à bogies entre Cambridge et Bletcheley est impliquée le 7 décembre 1925 dans une collision avec un autobus Ford aménagé en char à bancs qui venait d'enfoncer les barrières d'un passage à niveau. L'un des conducteurs du bus et huit excursionnistes perdent la vie.
Les quatre ultimes représentantes sont radiées respectivement en 1921, 1929, 1932 et 1934. Ironie du sort, les douze dernières Improved Precedent du LMS ont disparu en 1932-1933.
Aucune Precedent n'a échappé à la démolition. En revanche la no 796 Hardwicke une Improved Precedent de 1982 qui réalisa un record de vitesse en 1895 et avait été réparée la même année après une collision entre deux trains fait partie des collections du Musée national des chemins de fer.